# София Унгарска
София Унгарска (на немски: Sophia von Ungarn, * ок. 1040/1050, † 18 юни 1095) е маркграфиня на Истрия и Крайна и херцогиня на Саксония.
Тя е дъщеря на унгарския крал Бела I († 1063) от династията Арпади и Рикса от Полша († 1075).
София е сгодена за маркграф Вилхелм IV от Майсен. Когато той отива да я вземе умира по пътя през 1062 г. Неговият племенник маркграф Улрих I от Ваймар-Истрия-Крайна се жени вместо него за кралската дъщеря.
След смъртта на Улрих през 1070 г. тя се омъжва през 1070/1071 г. за Магнус († 23 август 1106), херцог на Саксония от род Билунги.
София е погребана в църквата Св. Михаелис в Люнебург.

## Деца
От брака с Улрих I:
- Улрих II († 1112) ∞ пр. 1102 Аделхайд от Тюрингия († 1146), дъщеря на граф Лудвиг Скачащия, изгонена
- Попо II († 1098) ∞ Рихгард/Рихардис († ок. 1130), дъщеря на Енгелберт I (Спанхайм) († 1096)
- Рихардис ∞ граф Екехардт I фон Шайерн († ок. 1090) или за брат му Ото II фон Шайерн († ок. 1110)
- Аделхайд († 1122) ∞ I. домфогт Фридрих II фон Регенсбург, ∞ II. граф Удалшалк I фон Лурнгау († ок. 1115) от род Грьоглинг-Хиршберг
- Валбурга

От брака с Магнус:
- Вулфхилда († 29 декември 1126), ∞ Хайнрих IX Черния († 13 декември 1126), 1120 херцог на Бавария (Велфи)
- Айлика († 18 януари 1142) ∞ граф Ото Богатия от Баленщет († 9 февруари 1123), 1112 херцог на Саксония (Аскани)